# Савичи (станция)
Са́вичи (бел. Са́вічы) — железнодорожная станция вблизи одноимённой деревни Бобруйского района (Могилёвская область, Белоруссия).
Расположена между остановочными пунктами Бабино и 331 км (отрезок Осиповичи — Жлобин железнодорожной линии Минск — Гомель). Действует пассажирское пригородное сообщение электропоездами по маршруту Осиповичи — Жлобин, а также дизель-поездом по маршруту Рабкор — Жлобин.
Примерное время в пути со всеми остановками от ст. Осиповичи I — 1 ч. 14 мин., от ст. Жлобин — 1 ч. 10 мин.
В 500 метрах от станции проходит автомобильная дорога международного значения М5 (Минск — Гомель).